# James Joyce
James Augustine Aloysius Joyce [džéms džójs], irski romanopisec in pesnik, * 2. februar 1882, Rathgar, predmestje Dublina, Irska, † 13. januar 1941, Zürich, Švica.
Jamesa Joycea prištevamo med najuglednejše književnike 20. stoletja, v sklopu sodobnega pojmovanja romana. Prefinjeno opisovanje vsakdanjosti se veže z globokimi psihološkimi opazovanji, iz katerih je razvidno pisateljevo osebno prepričanje. Njegova dela so imela velik vpliv na generacijo pisateljev iz obdobja med svetovnima vojnama, vendar samo v oziru sloga in izražanja, medtem ko njegove zamisli niso bile nadalje razvite in obdelane, prav tako ne povsem sprejete. Kasneje je vsebina njegove proze prinesla pomembne pravne odločitve na področju cenzure. Pri literarnem ustvarjanju ga je spremljalo znanje pridobljeno na študiju filozofije in sodobnih jezikov, v njegovih delih pa se mnogokrat pojavi mesto Dublin, ki ga je imel pisatelj, kljub temu da ga je zaradi njegove nazadnjaškosti zapustil, rad.
Njegovo življenje so bogatile mnoge selitve po Evropi, pri teh ga je spremljala njegova žena Nora.
Čeprav je bil eden izmed slovite plejade irskih avtorjev, ni dobil Nobelove nagrade kot so jo William Butler Yeats  (1923), George Bernard Shaw (1925), Samuel Beckett (1969) in Seamus Heaney (1995).
Joyce se je skozi svoje življenje neprestano boril z očesnimi boleznimi. Njegovo zelo razgibano življenje se je iz tega razloga, polno avantur, končalo leta 1940 v Zürichu.

## Zgodnje življenje in družina
James se je rodil očetu Johnu Stanislausu Joyceu in Mary Jane »May« Murray v predmestju Dublina, imenovanemu Rathgar. Krščen je bil v cerkvi Sv. Jožefa v Terenuru, 5. februarja istega leta. Joyceva botra sta bila Philip in Ellen McCann. Bil je najstarejši izmed desetih še živečih otrok, dva sta umrla za tifusom. Njegova mama je skozi svoje življenje rodila kar 17-krat, Joyce je to v svojih kritikah družbe mnogo krat kritiziral, trdil je, da je večina irskih mam zlomljenih plovil namenjenih le rojevanju. Kasneje je obžaloval, da tudi sam ni imel velike družine.
Čeprav je družino Joyce skozi leta spremljala finančna nestabilnost so bili njeni začetki obetavni. Jamesova mama, May Murray, hči dublinškega trgovca z vinom je bila zatopljena v petje, ples, etiketo in vero kar se je odražalo v njeni kulturnosti in kulturni izobraženosti. Johna Joycea, ki ga je spoznala, ko je pela v cerkvenem zboru je najprej odklonila, češ, da ni dovolj visoko na družbeni lestvici. John ni odnehal in je zanjo šel celo tako daleč, da se je z namenom, da bi se mu lahko May pridružila na sprehodih, priselil na njeno ulico.
Njun prvi sin, John je umrl kot novorojenec, ob njegovem pogrebu je oče komentiral: moje življenje so pokopali skupaj z njim. Mama ni ob tem rekla ničesar, saj je v njunem odnosu vladala ženska submisivnost, razen tega jo je vodil fatalizem do krutosti življenja. John je bil živahen in navihan moški, njegov humor in duhovitost sta presevala mnoga leta, a sedemnajst nosečnosti, mnogo selitev in še več smrti otrok kasneje, je bil njegov živ duh popolnoma iznakažen. Celotna družina Murray se mu je zamerila, včasih se mu je gadila tudi May. Svoje sovraštvo je velikokrat izražal, v gospodinjstvu družine Joyce so smele viseti le slike Joycevih. Jamesov oče je bil izvrsten tenorist, ki se je znal zelo hitro, zabavno in spretno izražati, kar je veliko krat zakrilo njegovo krutost in slabo namernost.
James ali sončni Jim, kot so ga takrat vsi klicali, je bil kot otrok priljubljenec staršev. Iz tega razloga sta ga s seboj jemala na svoje recitale, od petega leta je tudi sam pel v cerkvenem zboru. Njegova ljubezen do mame iz tega časa je bila izredno jasno razvidna v njegovih kasnejših delih, v njih jo je predstavljal kot devico Marijo, najverjetneje zaradi njene močne vere. May je bila do Jamesa zelo zaščitniška, prepovedovala mu je druženje z nepridipravi, nasprotovala je celo pismu za valentinovo, ki ga je Joyce dobil pri svojih rosnih šestih letih od neke punčke.
V tem času je James zaradi svoje kratkovidnosti že nosil očala.

## Šolanje
Leta 1887 je oče dobil službo pri Dublin Corporation (kjer je bil pobiralec davkov), kar je pomenilo, da se je družina preselila v mestece Bray, ki je 19 km oddaljeno od Dublina. V tem času je Joyce doživel travmatičen napad psa, zaradi katerega je razvil fobijo pred psi. Poleg tega pa je imel strah tudi pred nevihtami, ki mu ga je vcepila njegova vraževerna teta. Trdila je namreč, da so nevihte znak božjega besa.
Ker je John za svojega perspektivnega sina želel najboljšo izobrazbo je James začel leta 1888 obiskovati jezuitsko šolo Castle of Clongowes Wood College Clanu v grofiji Kildare. Tam so ga zaradi njegovega odnosa z mamo starejši dečki trpinčili, nek fant mu je celo pohodil očala, kasneje pa je bil iz strani jezuitov kaznovan James, češ, da se tako poskuša izogniti pouku. James si je to krivico, ki mu je bila storjena, zapomnil do konca življenja, saj odpuščanje pri njem ni bil prisoten pojav. V svojih delih je jezuite poimenoval kot brezsrčen red, ki nosi ime Jezusa kot antitezo. Medtem ko je obiskoval Clongowes Wood je mnogo krat zaspal v solzah, misleč, da bo umrl preden bo ponj prišla mama. Skozi leta na šoli se je udeleževal obšolskih aktivnosti v cerkvi, katero je oboževal, še posebej je častil devico Marijo. Joyce imel enako zadovoljstvo v gledališču in v cerkvi, dokler ga niso razprave o Bibliji, ki so vključevale slikovite prikaze božjih kazni in pekla prestrašile. Joyce je vse te podatke vsrkal in jih vključil v svoj avtobiografski roman Portret mladega umetnika. Strah pred smrtjo je bil v njem od tega trenutka dalje zelo integriran.
Leta 1891 je Joyce napisal pesem o pokojnem Charlesu Stewartu Parnellu, katerega so odstavili iz irske Home Rule stranke, ko se je Irska borila za tako imenovani Home Rule, samoupravo. John Joyce, Jamesov oče, je bil razočaran nad odnosom cerkve, ter takratnih drugih strank do Parnella, zato je sinovo pesem poslal tudi v Vatikan.
Leta 1892 je moral James Clongowes zapustiti, saj oče zaradi finančnih težav ni mogel več plačevati šolnine. Ko je James prišel domov v še manjšo hišo, se je bil nekaj časa prisiljen šolati doma. Po tem so ga najprej sprejeli na šolo O'Connell, ki jo je vodila krščanska bratovščina na North Richmond Streetu v Dublinu. Kmalu za tem, leta 1893, je bil oče John suspendiran iz službe, zato je razglasil je bankrot. Kljub temu, da so mu priznali pokojnino, je bil to začetek revnega življenja za celotno družino. Očetov alkoholizem in neracionalno razpolaganje z denarjem pa sta problem le podkrepila. Istega leta je bil James sprejet na Belvedere College. Za to ponudbo je bil zaslužen njegov oče, ki je poznal tamkajšnjega jezuitskega duhovnika po imenu John Conmee. Ta je družini Joyce znižal stroške šolanja na Belverdeju. Ob začetku šolanja na tej šoli se je pisateljev odnos z mamo poslabšal.
V tem času se je James, da bi lahko bral Ibsenove drame v izvirnem jeziku, naučil norveško. Svoj prosti čas je preživljal z branjem Danteja, Aristotla in Tomaža Akvinskega. Te literature jezuiti, pri katerih se je šolal, niso priznavali. Bil je izvrsten učenec, pogosto je dobival tudi nagrade za najboljše angleške sestavke. Denar, pridobljen s temi nagradami je družini močno pomagal pri nakupu oblačil in hrane, občasno so si lahko privoščili tudi kakšen izlet v gledališče. Medtem ko so drugi otroci na družinskih piknikih plavali v bližnjem jezeru, je Joyce utrjeval svoje znanje. Kljub njegovim odličnim akademskim dosežkom, mu je ugled kazila izguba vere v Boga. Za Joycea je bil namreč predviden poklic duhovnika, vendar je kmalu ugotovil, da svojega življenja ni pripravljen preživeti v celibatu. Ne dolgo po tem je začel dvomiti v nazore Cerkve in svoje družine, začel je obiskovati celo bordele, ki so ga spremljali skozi celotno življenje. Ker so jezuiti opazili Jamesovo odklonilno obnašanje so na zaslišanje poklicali njegovega znanca Stanislausa, ki je Jamesa zatožil, rekoč, da spi z družinsko služkinjo. Jezuiti so na pogovor poklicali mamo, ki je služkinjo odpustila in pred njo posvarila sosede. V tem času je sledila smrt še enega izmed otrok, ob tem dogodku je John začel dušiti May z namenom, da jo ubije, vendar ga je James ustavil. Na šoli je maturiral iz umetnosti, s poudarkom na sodobnih jezikih.
Leta 1898 se je vpisal na univerzo University College v Dublinu (UCD), kjer je študiral angleščino, francoščino in italijanščino. Aktiven je postal v gledaliških in literarnih krogih. Leta 1900 je bil v The Fortnightly Review objavljen njegov hvalevreden pregled Henrika Ibsena When We Dead Awaken. To je bila njegova prva objavljena publikacija. Joyce je v tem obdobju napisal še vrsto drugih člankov in vsaj dve predstavi. Številni prijatelji, ki jih je spoznal na University College Dublin, so nastopili kot liki v Joyceovih delih. Napisal je tudi članek o irskem literarnem gledališču, vendar ga na njegovi univerzi niso hoteli objaviti, zato ga je sam natisnil in distributiral.
Leta 1901 so v irskem državnem popisu navedli Jamesa Joycea kot angleškega in irsko govorečega učenjaka, ki je živel z materjo in očetom, šestimi sestrami in tremi brati na Royal Terrace (zdaj Inverness Road), Clontarf, Dublin.
Leta 1902, po diplomi na UCD je Joyce odšel v Pariz na študij medicine, tega je obiskoval neredno, ni pisal izpitov kmalu pa je bil vpisan tudi na sezam neplačnikov. Zaradi mamine bolezni je študij v Parizu kmalu opustil in se vrnil domov. Leto kasneje je mama umrla, pred njeno smrtjo pa z Jamesom nista imela dobrega odnosa, mama mu je pošiljala denar in svojo podporo, James je le zapravljal, jo zaničeval in se smilil sam sebi. Zaradi njunega poznega odnosa ga je spomin mame, obujen skozi njegove like še dolgo časa trpinčil.
Leta 1904 je spoznal Noro Barnacle, mlado služkinjo iz Galwaya. 16. junija 1904 sta šla na prvi zmenek, datum, katerega je Joyce kasneje uporabil v svojem delu Ulikses (kot Bloomsday).
V tistem času je imel Joyce že probleme z alkoholizmom. Med enim od popivanj se je v St Stephen's Greenu stepel z nekim moškim. Po pretepu ga je domov pospremil očetov znanec, Alfred H. Hunter, ki naj bi bil Jud z nezvesto ženo in ki ga je Joyce kasneje upodobil v liku Leopolda Blooma, glavnega junaka Uliksesa. Joyce se je kmalu spajdašil s študentom medicine, Oliverjem St. John Gogartyjem, s katerim sta nekaj časa skupaj stanovala. Njega je Joyce kasneje uporabil za lik Bucka Malligana v Uliksesu. Gogarty je imel najeto stanovanje v Martellskem stolpu, danes stolp in muzej Jamesa Joycea, v Sandycovu. Tam se je popivanje samo še stopnjevalo. V nekem šestdnevnem popivanju se je Joyce zapletel v nov spor, tokrat z drugim sostanovalcem, prav tako študentom, neuravnovešenim Dermotom Chenevixom Trenchem (v Uliksesu upodobljenem v liku Hainesa). Med prepirom je Trench s pištolo ustrelil v nekaj ponev, ki jih je imel Joyce obešene nad posteljo. Joyce je takrat sredi noči zapustil stanovanje in peš odšel v 13 km oddaljen Dublin, kjer je noč preživel pri sorodnikih. Naslednje jutro je po svoje stvari v stanovanje poslal prijatelja, Joyce pa je z Noro zapustil Irsko.

## James in Nora
Nora Barnacle se je rodila v Galwayu dne, 21. marca 1884. Njen oče Thomas Barnacle, pek v Connemari, je bil nepismen moški, ob rojstvu Nore je bil star 38 let, njena mati Annie Honoria Healy pa 28, delala je kot šivilja. Med leti 1886 in 1889 so Noro starši poslali živeti k svoji babici, Catherine Mortimer Healy. V teh letih je začela študij v samostanu, leta 1891 pa je končala državno šolo. Leta 1896 je Nora dokončno zaključila šolanje in začela delati v pralnici. Istega leta sta se Norina starša ločila. Nora se je preselila s svojo mamo in stricem Tomom Healyjem ne ulico 4 Bowling Green, Galway.
Leta 1903 je zapustila Galway, ter odšla v Dublin, kjer je delala kot komornica v Finnovem hotelu.
James Joyce in Nora sta se spoznala, ko je ta imela le 20 let, on pa 22. Prvič sta se videla 10. Junija 1904 v Dublinu in sicer na ulici Nassau. Dan za tem, sta bila dogovorjena za zmenek na No 1 Merrison Square in sicer pred hišo kjer je živel Sir William Wilde. James je čakal Noro, da bi jo peljal na zmenek, vendar ni prišla. Istega dne zvečer ji je napisal tudi pismo o tem, da jo je dolgo čakal na dogovorjenem mestu in spraševal čemu ni prišla. Šest dni kasneje in sicer 16. junija sta šla na prvi zmenek, to je bil ključni trenutek v Jamesovem življenju – vedel je, da je spoznal ljubezen svojega življenja, Noro Barnacle. Naslednje jutro po prelomni noči, se je lotil ljubezenskih pisem, ki so se kasneje razvile v Joycovo uspešnico Ulysses. 16. junij je ravno zaradi Jamesa Joyca znan kot Bloomsday. Njun odnos je bil kljub temu, da je bil poln ljubezni zelo zapleten. Osebnostno sta si bila zelo različna, imela različen okus in kulturne interese. Nora je pravila, da ga je napačno ocenila že prvič, ko ga je videla – zaradi njegovih svetlo modrih oči in bele obleke ga je zamenjala za švedskega mornarja, kmalu za tem, ko je spregovoril pa je doumela, da je le še eden izmed Dublincev, ki ogovarja mlado dekle. James in Nora sta se kljub njuni raznolikosti zelo povezala in si zaupala. Njun odnos je šel tako daleč, da sta se odločila za skupno selitev v Pariz. Po tej odločitvi je Nora začela študirati francoščino, da bi se v Parizu lažje sporazumevala.
Leta 1904 sta Nora in Joyce zapustila Irsko in se naselila v celinsko Evropo. Naslednje leto sta se preselila v Trst (takrat v Avstro-Ogrski). 27. junija 1905 je Nora rodila svojega prvega sina Giorgia, 26. julija 1907 pa še hčerko Lucijo. V pismih svoji sestri se je Nora velikokrat pritoževala nad možem, češ da preveč pije, prav tako ji niso bili všeč njegovi spisi. Menila je, da so nejasni in brez smisla. Večkrat je izrazila mnenje, da bi ga raje videla kot pevca in ne kot pisatelja, saj naj bi bil v mladosti zelo nadarjen glasbenik.
Na njuni življenjski poti se je pojavila nova ovira, Lucija je zbolela za boleznijo, ki je v 30. letih dvajsetega stoletja postala akutna. Nora jo je nemudoma želela hospitalizirati, vendar ji je James nasprotoval. Kasneje je zbolela za shizofrenijo in leta 1936 odšla na kliniko. Tam jo je James pogosto obiskoval. Nora je po hospitalizaciji Lucije v večini prekinila stike z njo.
Po Joyceovi smrti leta 1941 v Zürichu se je Nora odločila, da bo tam ostala. Leta 1951 je v Zürichu umrla zaradi akutne poškodbe ledvic, v 67 letu starosti.

## Kariera

### 1904–1920: Trst in Zürich
Joyce je nekaj let pred tem spoznal mlado Noro, s katero se je preselil v Švico, kjer je poučeval angleščino na jezikovni šoli Berlitz Language School. Kasneje sta se preselila v Trst, da bi Joyce nadaljeval s poučevanjem angleščine. Kmalu je ugotovil, da tu ni prostora zanj, zato si je s pomočjo Almidana Artifonija, direktorja tržaške jezikovne šole, priskrbel delovno mesto v Puli (takratni Avstro-ogrski). 7. januarja 1904 je skušal objaviti esejistično zgodbo z naslovom  Portret umetnika (A Portrait of the Artist), ki se je ukvarjala z estetiko, vendar jo je svobodomiselna revija Dana zavrnila. Na svoj 22. rojstni dan se je odločil, da bo zgodbo spremenil v roman, imenovan Stephen Hero. V njem je fikcijsko opisoval svojo mladost, vendar je sčasoma pisanje tega dela opustil. Leta kasneje, ko je Joyce že živel v Trstu, je to delo spremenil v roman z naslovom Young man. Nedokončani Stephen Heroje bil objavljen šele po njegovi smrti. Zaradi suma, da so v Puli prisotni vohuni, pa so izgnali vse tujce, zato je marca 1905 Pulo moral zapustiti tudi Joyce. S ponovno pomočjo Atrifonija se je preselil nazaj v Trst. V istem letu je žena Nora rodila njunega prvega otroka Giorgia. Vendar pa Jamesu življenje v Trstu ni več ustrezalo, zato so se leta 1906 preselili z družino v Rim, leto kasneje pa so se spet vrnili v Trst. Tega leta se je rodila njegova hči Lucia.
Joyce se je leta 1909 s sinom vrnil v Dublin, da bi obiskal svojega očeta in Norino družino v Galwayu, kjer se je zelo spoprijateljil z njeno materjo. Po obisku se je vrnil v Trst. Kasneje – leta 1912 se je, zaradi nesporazuma z založnikom, Georgom Robertsom, glede objave njegove knjige Dublinčani (Dubliners), še enkrat vrnil v Dublin. Eden njegovih študentov v Trstu je bil tudi Ettore Schmitz, bolj znan pod svojim umetniškim imenom Italo Svevo. Z Italom sta se spoznala v 1907 in se nemudoma spoprijateljila. Delila sta isto mnenje glede številnih političnih prepričanj in kritike takratne družbe.
Leta 1915 se Joyce preselil v Zürich, potem ko se je večina njegovih tržaških študentov pridružila vojakom v prvi svetovni vojni. Dva njegova vplivna študenta sta Joycu omogočila, da se mu ni bilo treba vključiti v vojno proti Avstro-Ogrski. V tem obdobju je Joyce močno razvil čut za socializem. Svoje politično delovanje v Trstu je označil kot »politiko socialnega umetnika«. Joyce se je Trsta naveličal in se je proti koncu leta 1906 preselil v Rim, kjer se je zaposlil kot bančni uslužbenec. V Rimu se ni najbolje počutil, zato se je v začetku leta 1907 preselil nazaj v Trst. Istega leta se mu je rodila hči Lucia. Kljub temu, da se je njegov dejanski politični angažma po letu 1907 zmanjšal, so številni njegovi študenti, med drugim tudi Richard David Ellmann, ki napiše biografijo Jamesa Joyca, Dominic Manganiello, Robert Scholes, ki kasneje napiše In search of James Joyce in George J. Watson menili, da Joycevo zanimanje za socializem v tem obdobju nikakor ni zamrlo. To je očitno tudi v njegovih delih, ki izražajo naklonjenost demokratičnim in socialističnim idejam. Veliko inspiracijo je dobil v delu Oskarja Wilda: The Soul of Man Under Socialism in nekaterih delih Benjamina Tuckerja. Dublinčani (1914) je zbirka črtic, ki nazorno prikazujejo takratno življenje v njegovem rojstnem mestu. To ime je prevzela tudi slovita irska vokalno-instrumentalna skupina The Dubliners. Iz te dobe je tudi roman pretežno avtobiografskega značaja, ki ga založnik ni hotel objaviti in ga je zato Joyce zažgal. Strani rokopisa, ki jih je žena rešila, so bile po pisateljevi smrti priobčene pod naslovom Stephen Hero (1944). Delo je pisatelj znova napisal in je izšlo leta 1916 z naslovom Umetnikov mladostni portret (A portrait of the artist as a young man).

### 1920–1941: Pariz in Zürich
Z velikim veseljem se je Joyce odločil končati Uliksa (Ulysses) v Parizu, saj je ugotovil, da počasi pridobiva slavo kot avantgardni pisatelj. V tem času so mu začele oči povzročati vse večje težave, zato je pogosto nosil prevezo.
Med prebivanjem tam sta zanj skrbela Maria in Eugene Jolas. Zelo pomembna je tudi Harriet Shaw Weaver, saj je konstantno pomagala s finančnimi težavami. Brez njune pomoči obstaja velika verjetnost, da njegove knjige ne bi bile nikoli končane ali objavljene. Skrajno pojmovanje neodvisnega sloga je pisatelju narekovalo delo Finneganova sedmina (v slovenščini znano tudi pod napačnim prevodom Finneganovo prebujenje ali Finneganovo bdenje, izvirno Finnegan's Wake, 1939), ki je popolna antiteza klasičnega romana in dotedanje književnosti sploh. Pod pretvezo sanj in polzavestnega stanja pisatelj izliva potoke ironije na vso poznano kulturo. O tem delu se kritika ni hotela opredeliti in tudi stilistično je unikat. Joyce je Fineganovo prebujenje pisal že močno bolan v Parizu, kjer sta zanj skrbela Maria in Eugene Jolas.
Leta 1940 se je Joyce, v begu pred nacistično okupacijo Francije, vrnil v Zürich. S svojimi povezavami je šestnajstim Judom pomagal pobegniti nacistični okupaciji.

## Vera
Joycev odnos z Vero je v marsikaterih pogledih kontroverzen. V mladih letih se je oddaljil od katoliške vere zaradi, tako kot je pravil, »impulzov svoje narave«.
Na pripravah za njegov pogreb je katoliški duhovnik ponudil mašo, a jo je Joyceva žena zavrnila: »Tega mu ne morem narediti«.
Kljub temu pa so Leonard Strong, ki napiše več esejev z mislimi na Jamesa Joyca, William T. Noon, Robert Boyle in ostali trdili, da se je Joyce kasneje v življenju ponovno »združil« s katoliško vero in da sta Ulysses in Finnegans Wake pravzaprav odraz katoliške vere.
Nekateri kritiki se opirajo na mnenje Andrewa Gibsona, ki je menil, da se je sodobni Joyce morda upiral zatiralskemu režimu katoliške cerkve, ampak da je kljub temu obstajal drugi Joyce, ki se je temu režimu ter tej tradiciji obvezal in ju ni nikoli zapustil. Pravi, da je Joyce ostal katoliški intelektualec, če ne celo vernik, saj je na njegovo razmišljanje vplivalo njegovo kulturno ozadje, čeprav ni živel kot del te kulture. Njegov odnos z vero je bil precej kompleksen in težko razumljiv, morda celo tudi z njegove strani.

## Smrt
James Joyce je umrl 13. januarja po tem, ko je prestal operacijo čira na dvanajstniku. Po operaciji je padel v komo za dva dni, se zbudil, poklical ženo in otroka ter umrl. Pokopan je bil v Zürichu na Fulterenskem pokopališču. Pogreba pa se ni udeležil noben od dveh diplomatov, ki sta bila ta čas v Švici.
James je bil sprva pokopan v običajnem grobu, kasneje, leta 1966, pa je bil premaknjen v častni grob, kjer sta pokopana tudi njegova žena Nora in sin George.
Leta 2019 je bilo, na prošnjo družine, predlagano dublinskemu mestnemu svetovalcu, da izračuna stroške izkopa in premestitve. Predlog pa je nemudoma postal kontroverzen, zaradi članka Irish Timesa, ki je zapisal »It is hard not to suspect that there is a calculating, even mercantile, aspect to contemporary Ireland’s relationship to its great writers, whom we are often more keen to 'celebrate', and if possible monetise, than read« (Težko je ne posumiti, da obstaja preračunljiv, celo merkantilen vidik odnosa sodobne Irske do svojih velikih pisateljev, ki si jih pogosto raje prizadevamo 'proslaviti' in po možnosti monetizirati kot brati).

## Spomenik v Ljubljani
James Joyce je s svojo ženo Noro, leta 1904 pomotoma na poti v Trst izstopil na železniški postaji v Ljubljani, tam sta tudi prenočila. Temu dogodku je kipar Jakov Brdar leta 2003, na prvi peron na ljubljanski postaji postavil spominsko obeležje.

## Dela
- Komorna glasba (Chamber Music) (1907)
- Dublinčani (Dubliners) (zbirka kratkih zgodb) (1914)
- Izgnanci (Exiles) (1918)
- Stephen Hero (1944)
- Umetnikov mladostni portret (A portrait of the artist as a young man) (1916)
- Ulikses (Ulysses) (1922)
- Finnegan's Wake (Finneganova sedmina) (1939)
- The Cats of Copenhagen
- Finn's Hotel
- Maček in vrag (1965)
- Pomes Penyeach (pesmi, 1927)
- Zbrane pesmi (pesmi)
- The Critical Writings of James Joyce (Eds. Ellsworth Mason and Richard Ellmann, 1959)
- Pisma Jamesa Joycea, I. knjiga (Letters of James Joyce Vol. 1) (Ed. Stuart Gilbert, 1957)
- Pisma Jamesa Joycea, II. knjiga (Letters of James Joyce Vol. 2) (Ed. Richard Ellmann, 1966)
- Pisma Jamesa Joycea, III. knjiga (Letters of James Joyce Vol. 3) (Ed. Richard Ellmann, 1966)
- Izbrana pisma Jamesa Joycea (Selected Letters of James Joyce) (Ed. Richard Ellmann, 1975)